# Hippolyte Langlois

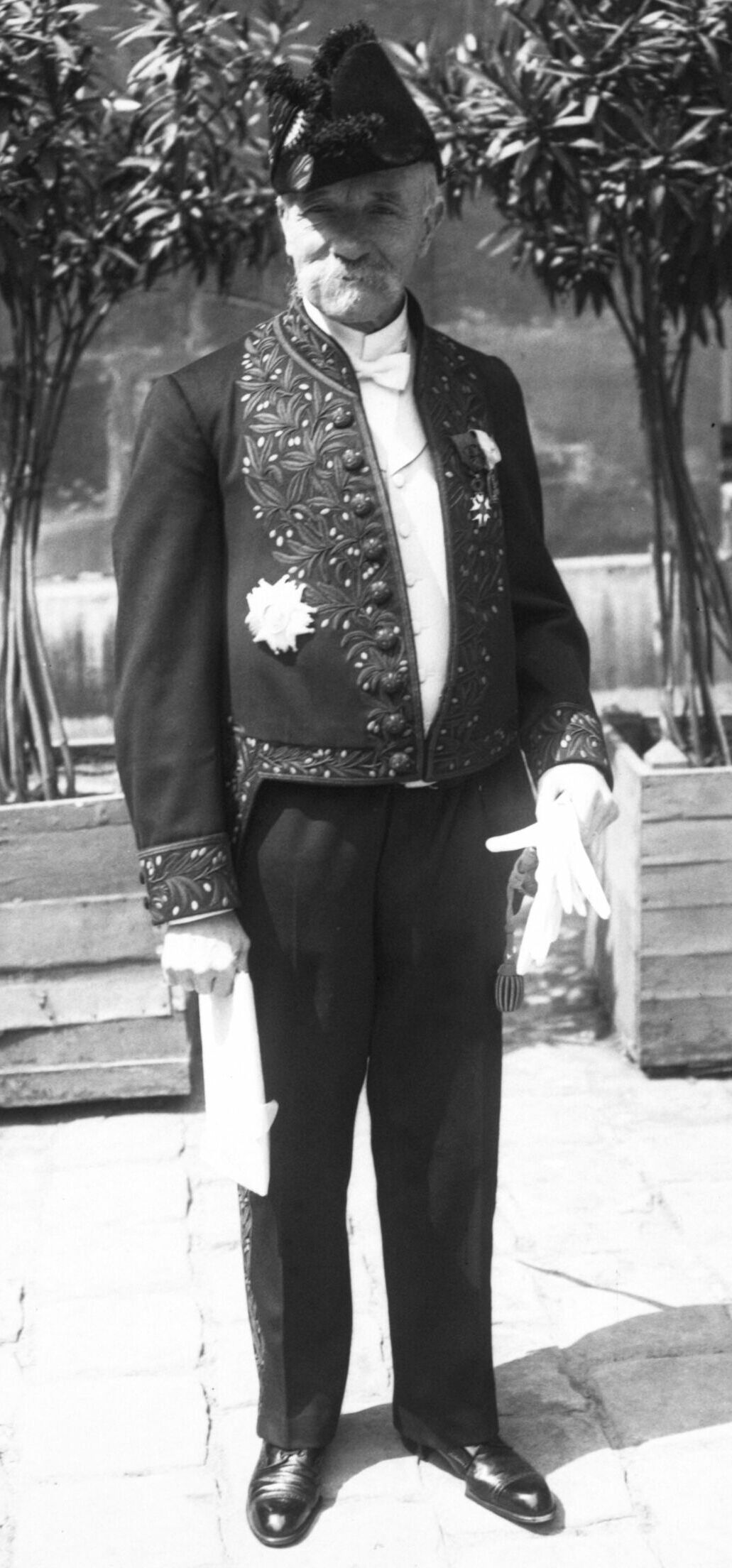
Hippolyte Langlois bei seiner Aufnahme an der Académie française (1911)

Hippolyte Langlois (* 3. August 1839 in Besançon; † 12. Februar 1912 in Paris) war ein französischer Général de division, Senator und Mitglied der Académie française.

## Leben
Langlois wurde 1839 als Sohn eines Rechtsanwalts in Besançon geboren. Ab 1856 studierte er an der École polytechnique und strebte danach eine militärische Karriere an. Während seines Dienstes bei der Artillerie wurde er 1858 zum Sous-lieutenant befördert, 1863 zum Lieutenant und 1866 zum Capitaine. Im Deutsch-Französischen Krieg (1870/71) diente er in Metz und geriet dort in Kriegsgefangenschaft. 1878 wurde er zum Commandant befördert, 1884 zum Lieutenant-colonel. Nur kurze Zeit später begann er als Lehrer für Artillerietaktik an der École militaire.
Am 21. Oktober 1888 beförderte man Langlois zum Colonel. Ab 1891 war er Kommandeur des 4. Artillerieregiments, bis er am 9. Oktober 1894 zum Général de brigade befördert wurde und das Kommando über die Artillerie des 13. Armeekorps übernahm, 1895 dann die 17. Infanteriebrigade und deren Unterabteilungen in Auxerre und Montargis. In dieser Zeit war Langlois an der Entwicklung des Feldgeschützes Canon de 75 mle 1897 beteiligt.
Am 8. November 1898 erhob man Langlois in den Rang eines Général de division und er übernahm die Leitung der École supérieure de guerre, die er bis 1901 führte. Von 1901 bis 1903 leitete er das 20. Armeecorps in Nancy und war bei seinem Ausscheiden aus dem aktiven Dienst 1904 Mitglied des Conseil supérieur de la guerre, in den er 1902 gewählt worden war.
Am 27. Mai 1906 wurde Langlois für das Département Meurthe-et-Moselle in den Senat gewählt, dem er bis zu seinem Tod angehörte. Am 9. Februar 1911 wurde er Mitglied der Académie Française.

## Ehrungen
- Mitglied der Ehrenlegion:

Ritter (1875)
Offizier (1890)
Kommandeur (1900)
Großoffizier (1903)
- Ordre des Palmes Académiques (Offizier)

## Veröffentlichungen (Auswahl)
- L'Artillerie de campagne en relation avec les autres armes, 3 Bände, 1892
- Manœuvres d’un détachement de toutes armes avec feux réels, 1897
- Conséquences tactiques des progrès de l’armement, étude sur le terrain, 1903 (Digitalisat)
- Enseignement de deux guerres récentes : la guerre turco-russe et la guerre anglo-boer, 1903
- Questions de défense nationale, 1906 (Digitalisat)
- Quelques questions d'actualité, 1909
- L’Armée anglaise dans un conflit européen, 1910